# The Gaman
The Gaman (ザ・ガマン?, Za Gaman) era un programma televisivo giapponese degli anni ottanta, portato alla notorietà in Europa dai programmi Endurance e Mai dire Banzai, rispettivamente in Gran Bretagna e in Italia.
Il programma presentava giovani universitari giapponesi alle prese con prove fisiche estreme, al limite dell'umana sopportazione. Il vincitore era il concorrente che riusciva a “sopportare” tutte le prove senza ritirarsi.
Il titolo dello show è un riferimento alla parola giapponese gaman (我慢?, gaman), che significa appunto resistenza, sopportazione, donde il titolo inglese dello show.
In Italia tale programma fu inserito insieme a Takeshi's Castle, all'interno di Mai dire Banzai, programma di Italia 1 commentato dalla Gialappa's Band nel 1989.